# 3820 Sauval
3820 Sauval eller 1984 DV är en asteroid i huvudbältet som upptäcktes den 25 februari 1984 av den belgiske astronomen Henri Debehogne vid La Silla-observatoriet. Den är uppkallad efter fransmannen Henri Sauval.
Asteroiden har en diameter på ungefär 12 kilometer och den tillhör asteroidgruppen Eos.